# Daniel Steibelt
Daniel Gottlieb Steibelt (22. oktober, 1765 -2. oktober 1823) var en tysk pianist og komponist. Hans største værker blev skrevet i Paris og i London, og han døde i Sankt Petersborg, Rusland